# Poiana Mărului (okręg Caraș-Severin)
Poiana Mărului – wieś w Rumunii, w okręgu Caraș-Severin, w gminie Zăvoi. W 2011 roku liczyła 47 mieszkańców. 